# Yūzō Nakamura
Yūzō Nakamura (japonès: 中村祐造)  (Himeji, 24 d'abril de 1942 - Sakai, 20 de juliol de 2010) fou un jugador de voleibol japonès que va competir durant les dècades de 1960 i 1970.
El 1964 va prendre part en els Jocs Olímpics de Tòquio, on guanyà la medalla de bronze en la competició de voleibol. Vuit anys més tard, als Jocs de Múnic, guanyà la medalla d'or en la mateixa competició. En el seu palmarès també destaquen dues medalles de bronze al Campionat del Món de voleibol de 1970 i 1974 i tres medalles d'or als Jocs Asiàtics de 1966, 1970 i 1974.